# Zornmuseet

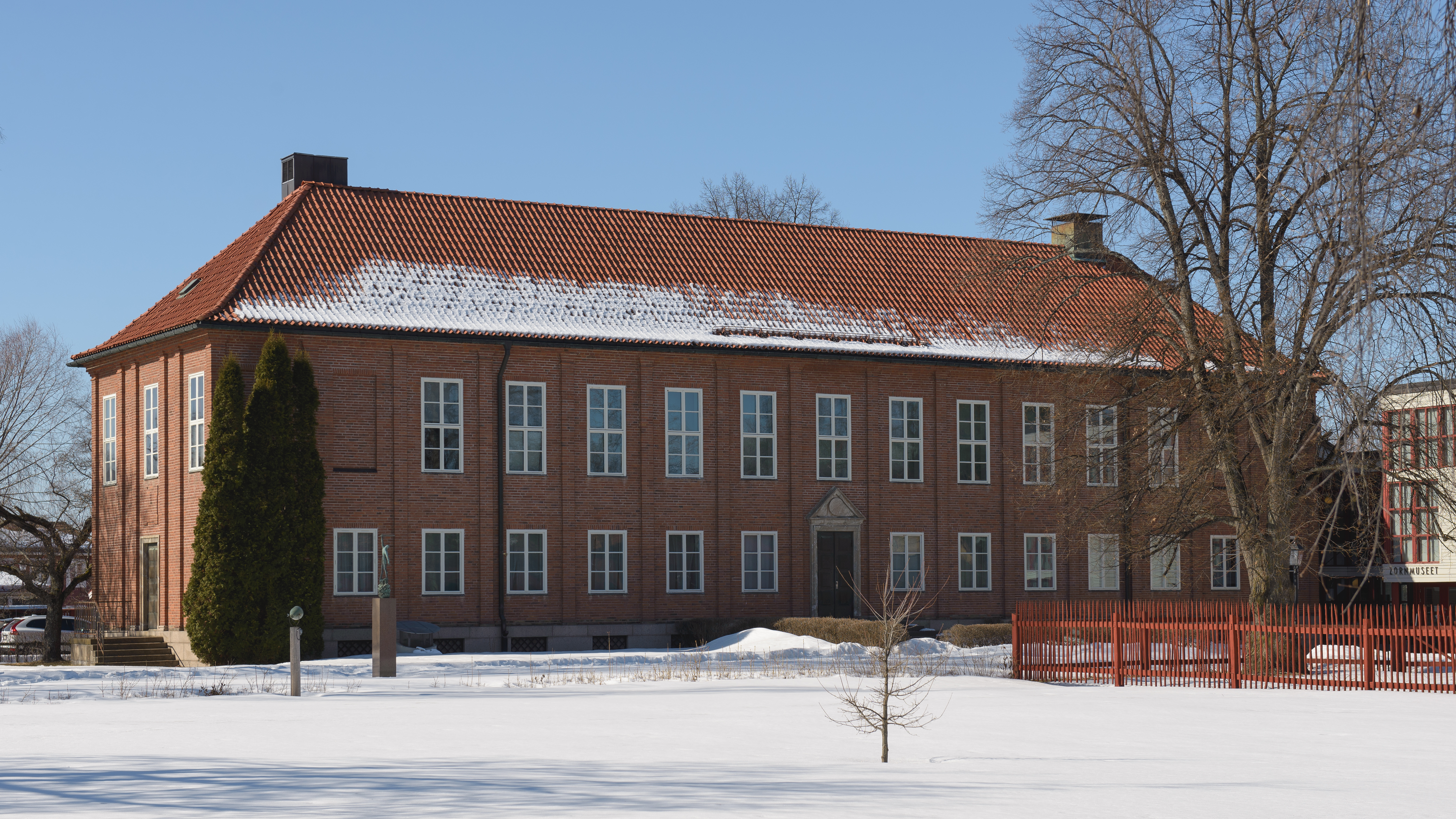
Zornmuseet, Gebäude von 1939

Das Zornmuseet (deutsch auch Zornmuseum oder Zorn-Museum) ist ein staatliches Kunstmuseum in der schwedischen Stadt Mora. Es geht auf eine Stiftung des Malers Anders Zorn und seiner Frau Emma zurück und befindet sich neben deren ehemaligem Wohnhaus Zorngården. Das Museum gehört zum Verbund der Zornsamlingarna, in denen das kulturelle Erbe des Malers zusammengefasst ist. Zur Sammlung des Zornmuseet gehört vor allem ein großer Bestand von Zorns eigenen Werken, aber auch Teile seiner Kunstsammlung mit Arbeiten anderer Künstler, antiken Skulpturen, historische Silberarbeiten und regionales Kunsthandwerk. Darüber hinaus zeigt das Museum temporäre Sonderausstellungen.

## Geschichte und Beschreibung

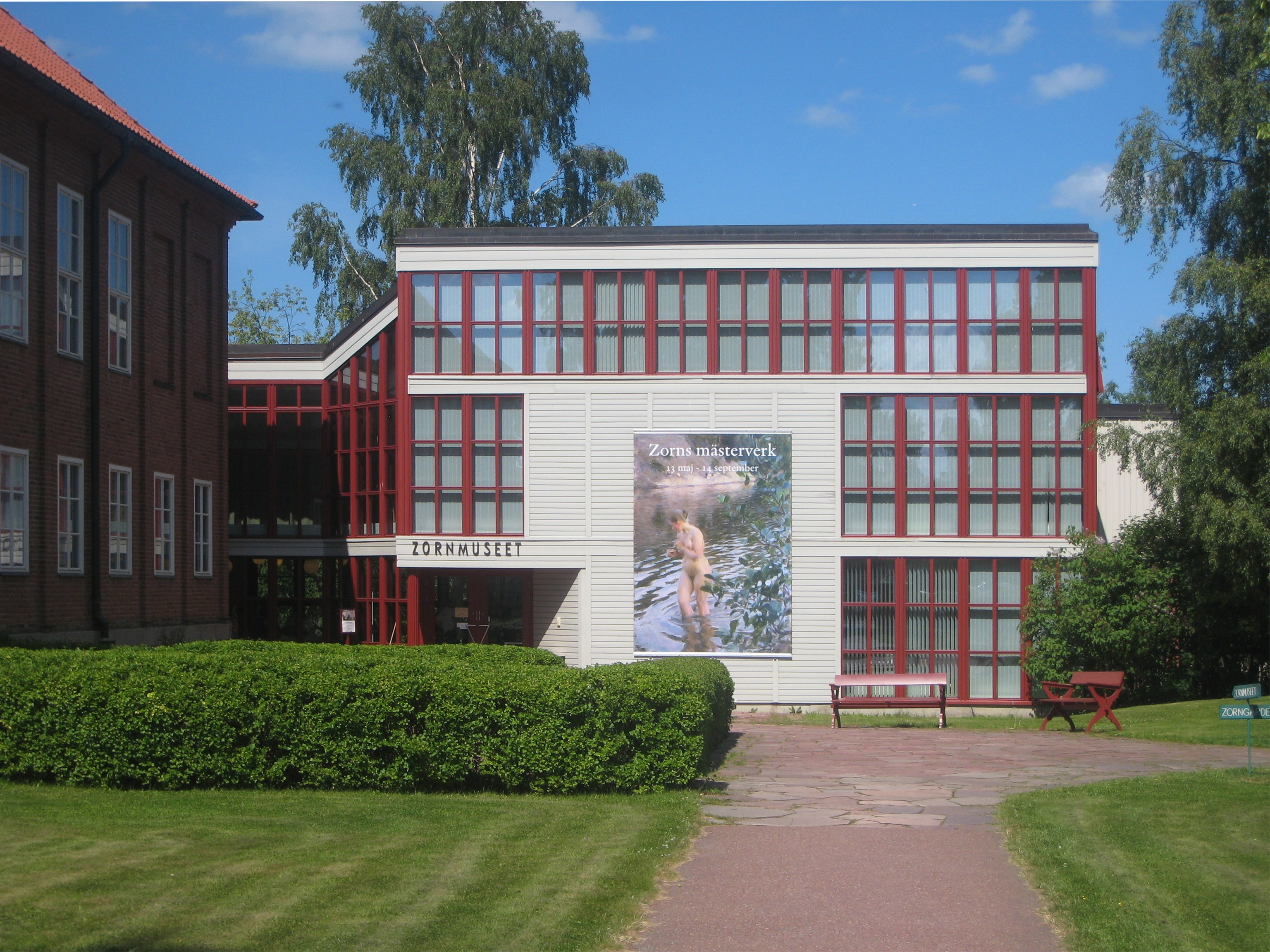
Anbau des Museums von 1996

Die Idee für das Museum geht auf Anders Zorn und seine Frau Emma zurück. Nachdem er seiner Heimatgemeinde Mora bereits 1905 das Gemälde Jahrmarkt in Mora geschenkt hatte, sprach Zorn ab 1908 von dem Gedanken, ein Museum für eigene Werke und die unterschiedlichen Sammlungen des Paares errichten zu lassen. Für ein kleines Museum im Garten von Zorngården hatte er zwar bereits Architekturskizzen im Stil der Neuromanik entworfen, das Projekt konnte jedoch erst nach seinem Tod in anderer Form auf einem hierfür erworbenen Grundstück neben dem Wohnhaus verwirklicht werden. Die treibende Kraft bei der Umsetzung war danach vor allem Emma Zorn, die hierbei eng mit der jungen Kunsthistorikerin Gerda Boëthius zusammenarbeitete. Mit dem Bau des neuen Museumsgebäudes wurde schließlich Ragnar Östberg beauftragt, der zuvor als Architekt des Stockholmer Rathauses auch international breite Anerkennung erhalten hatte. Sein Entwurf für das inzwischen deutlich größer geplante Zornmuseet ist ein traditionelles zweigeschossiges Backsteingebäude mit Walmdach, das sich am klassizistischen Riddarhuset in Stockholm orientierte. Die Eröffnung fand 1939 ohne große Feierlichkeiten statt, da die Gesundheit von Emma Zorn bereits angeschlagen war. Nach ihrem Tod 1942 gelangte das Museum als Teil der Zornsamlingarna in den Besitz des schwedischen Staates. 1982 erhielt das Zornmuseet nach Plänen des Architekten Torbjörn Olsson einen verglasten Anbau, der ein weiteres Treppenhaus beherbergt. Hieran schließt sich seit 1996 ein abgewinkelter Anbau von Gunnar Nordström an, in dem sich der neue Empfangsbereich mit Museumsladen, die Bibliothek sowie Räume der Verwaltung befinden.
Das Museum verfügt über die größte Sammlung mit Werken von Anders Zorn. Hierzu gehören Ölgemälde, Aquarelle, Zeichnungen, Radierungen und Skulpturen. Die Motive reichen dabei von Porträts über Landschaftsbilder bis zu Aktstudien und Genreszenen aus Dalarna. Zu den bekanntesten Arbeiten gehören Werke wie Margit, Tanz in der Gopsmorkate, Sommerabend, Sommervergnügen Selbstporträt in Rot, Selbstporträt im Wolfspelz und Vallkulla. Nach Zorns Tod konnten weitere Werke des Künstlers für die Sammlung erworben werden. So gelangten nach dem Zweiten Weltkrieg Zorns Porträts von Martha und Max Liebermann ins Museum. Neben Zorns eigenen Arbeiten finden sich auch Werke anderer Künstler in der Sammlung. Dazu gehören beispielsweise allein 180 von Zorn zusammengetragene Radierungen von Rembrandt van Rijn, aber auch Werke von Zorns Zeitgenossen wie Bruno Liljefors, Ernst Josephson, Gustave Courbet und Max Liebermann, dessen Strandstudie von Noordwijk als Geschenk des Künstlers in die Sammlung kam. Weitere Sammlungsbereiche umfassen antike Kleinplastiken, Schmuckstücke von Emma Zorn sowie Orden und weitere Auszeichnungen von Anders Zorn. Besonders umfangreich ist der Bestand an europäischen Silberarbeiten. Hinzu kommen zahlreiche Objekte des Kunsthandwerks aus der Region Dalarna, die seit 1993 teilweise in der etwa ein Kilometer entfernten Textilkammaren beim Freilichtmuseum Zorns Gammelgård ausgestellt werden. Mehrere Wechselausstellungen jährlich widmen sich unterschiedlichen Aspekten aus Zorns Werk und seinen Sammlungen. Zudem werden Arbeiten von Künstlern aus seinem Umfeld vorgestellt oder regionale Aspekte thematisiert.

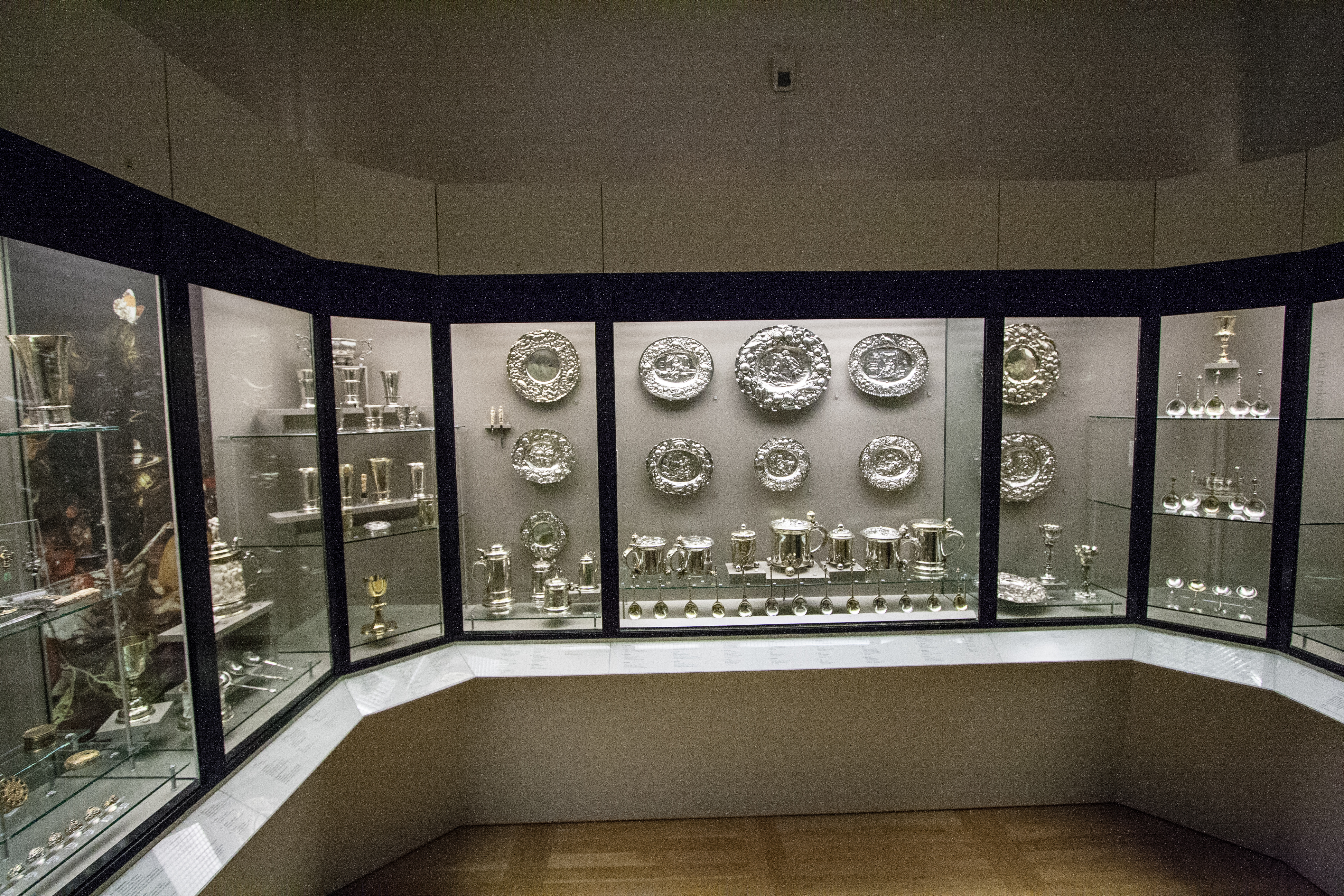
Silberkabinett
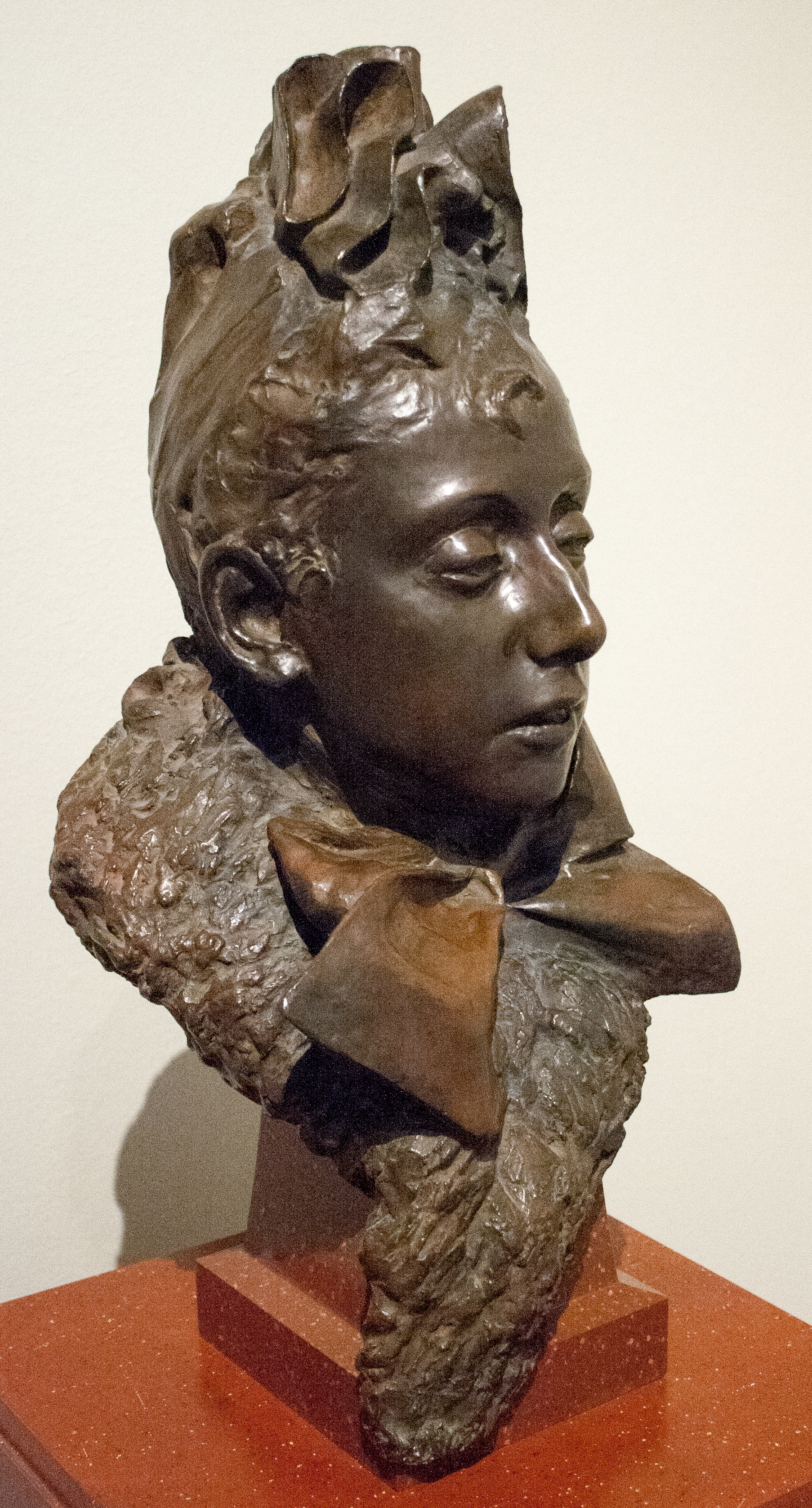
Anders Zorn: Büste der Ehefrau Emma Zorn
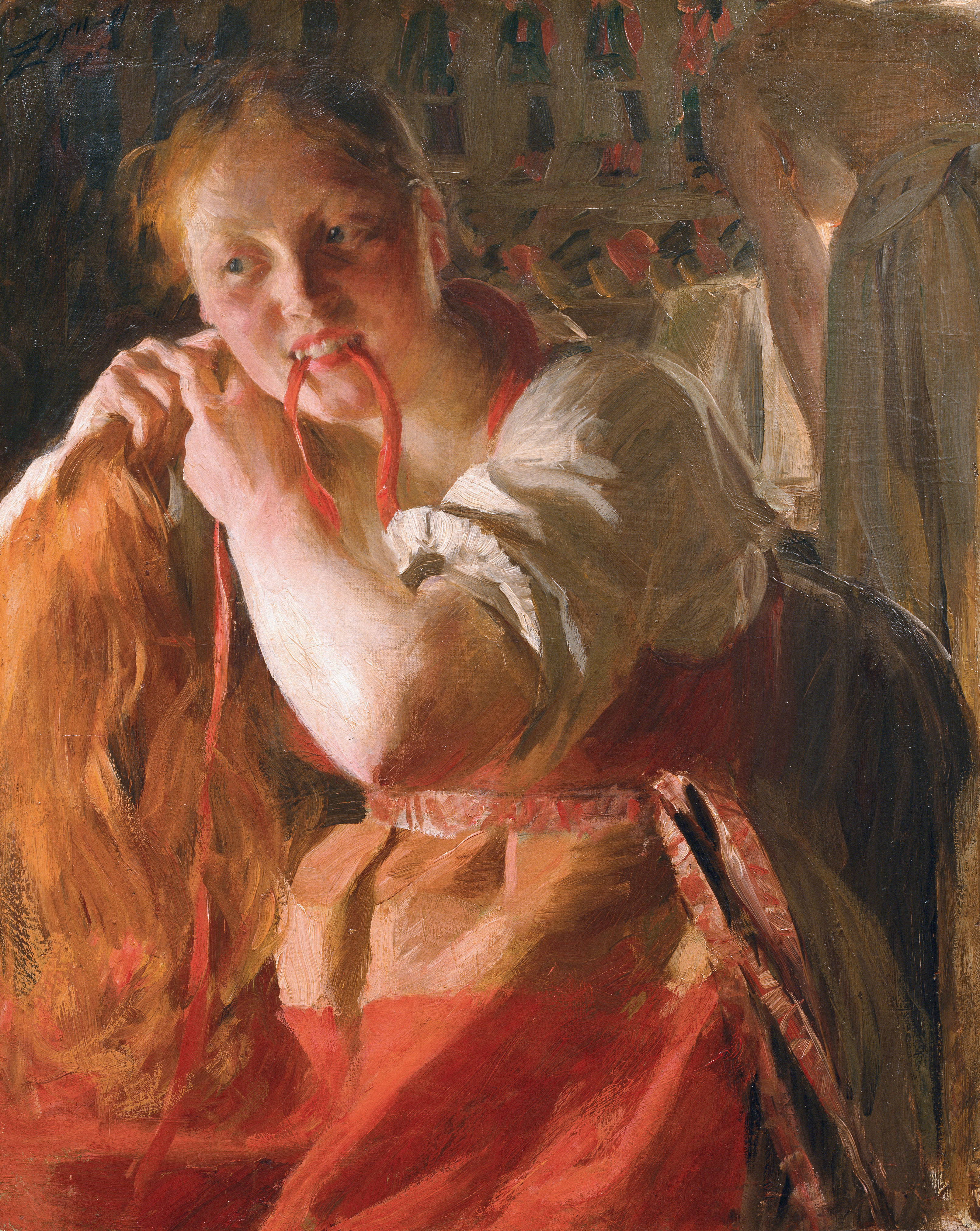
Anders Zorn: Margit
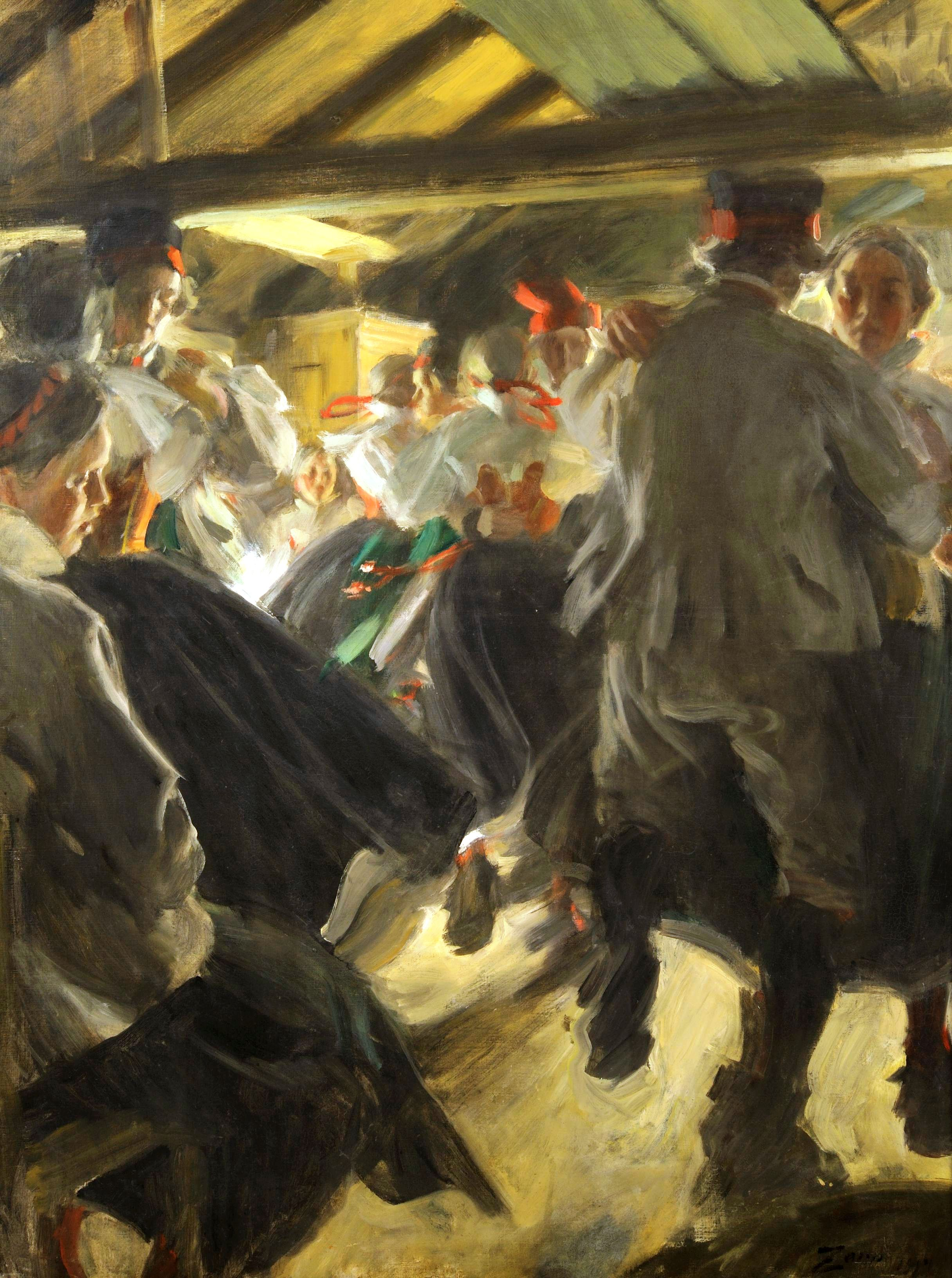
Anders Zorn: Tanz in der Gopsmorkate
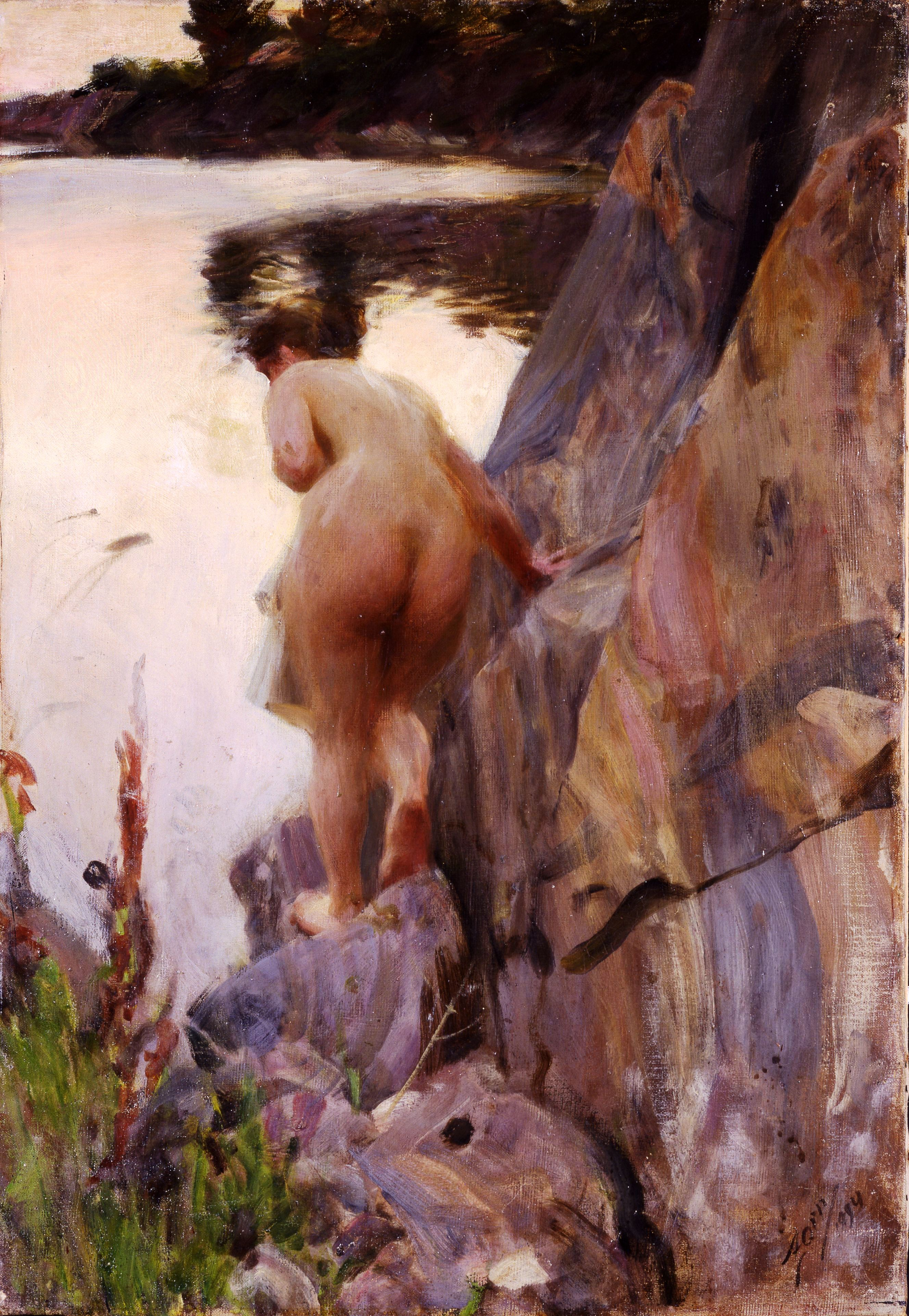
Anders Zorn: Sommerabend
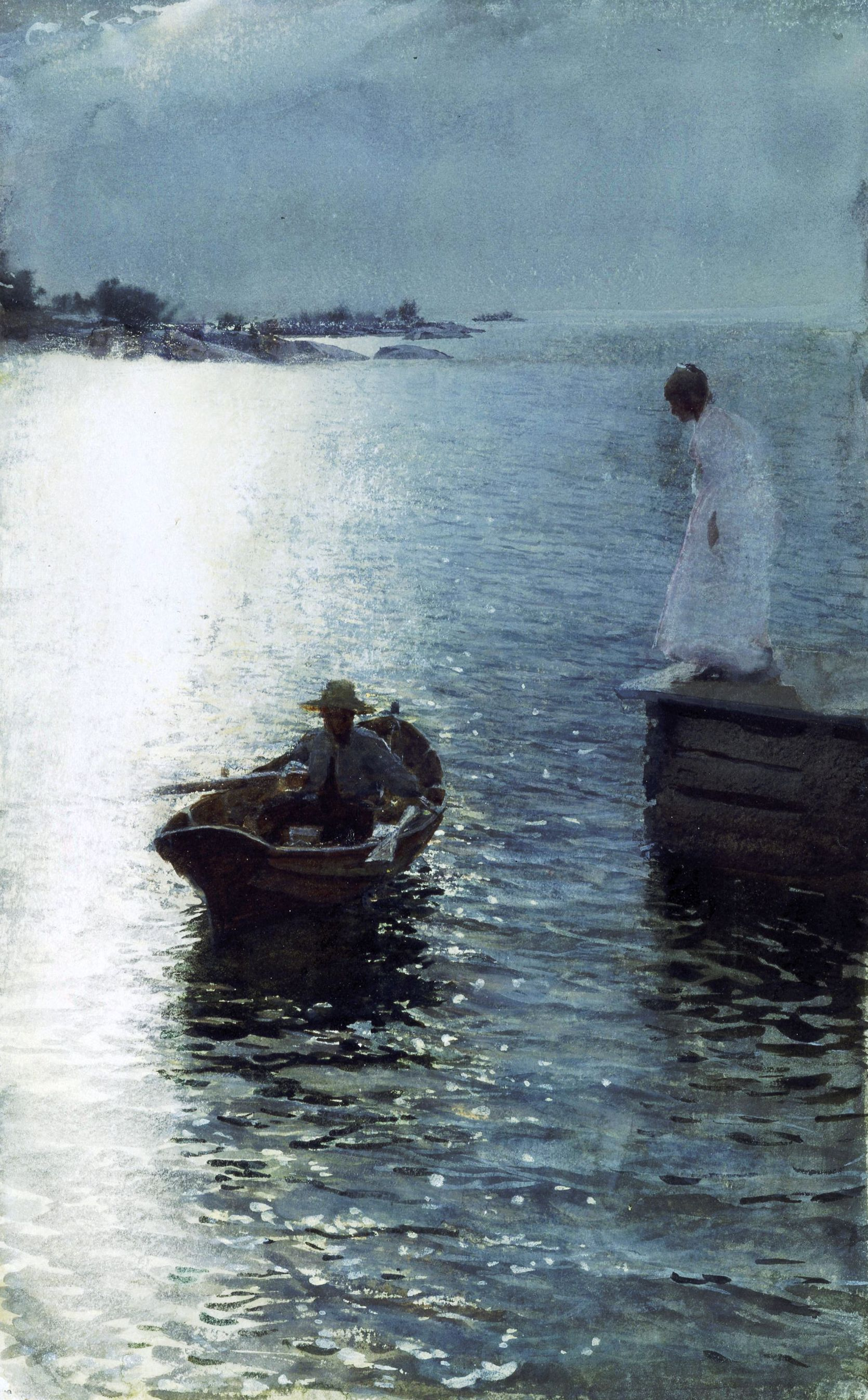
Anders Zorn: Sommervergnügen
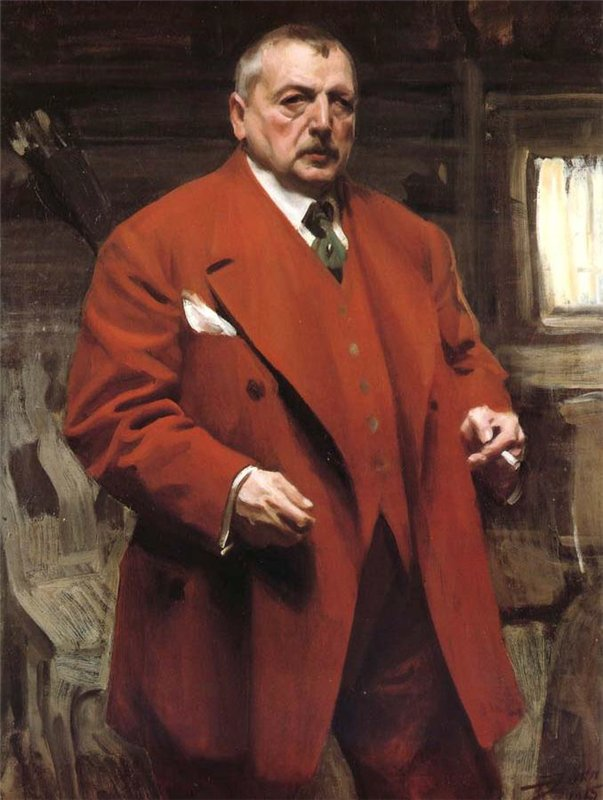
Anders Zorn: Selbstporträt in Rot
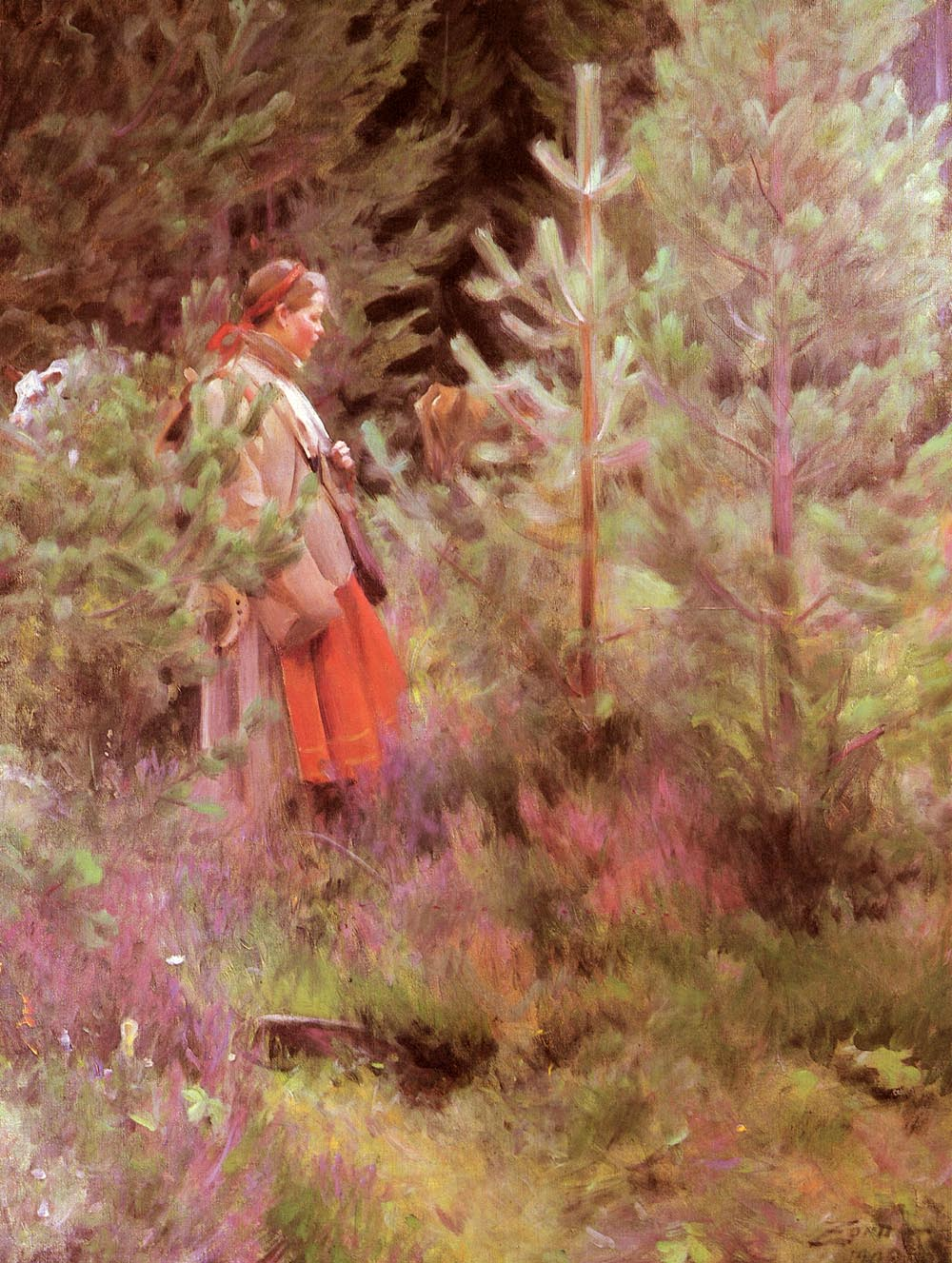
Anders Zorn: Vallkulla

## Museumsleitung
- Gerda Boëthius von 1921 bis 1957 erste Kuratorin der Zornsamlingarna und ab 1939 erste Direktorin des Museums.
- Erik Forssman 1957–1972
- Hans Henrik Brummer 1972–1989
- Birgitta Sandström 1989–2006
- Johan Cederlund seit 2006